# K'inich Janaab' Pakal I
K'inich Janaab ‘Pakal  (născut în martie 603 și decedat în august 683; pronunția mayașă a numelui: [k’ihniʧ xanaːɓ pakal]; cunoscut și ca Pakal cel Mare sau pur și simplu ca Pakal) a fost conducator al organizării politice Maya din Palenque, în perioada clasică târzie. In timpul o domnie lungi de 68 ani,  Pakal a fost responsabil pentru construirea sau extinderea  inscripții celor mai notabile care au supraviețuit și arhitectură monumentală mayasa.

## Biografie
Pakal a urcat pe tron la vârsta de 12 ani, la 29 iulie 615 și a trăit până la vârsta de 80. El a văzut extinderea puterii Palenque în partea de vest a Statelor Maya, și a inițiat un program de clădire  a capitalului său care a produs unele dintre cele mai bogate elemente ale  artei civilizatiei Maya si arhitectura. El a fost precedat ca domnitor al Palenque de către mama sa, Doamna Sak K'uk ". Dinastia Palenque pare să fi avut regine numai atunci când nu a existat nici un moștenitor de sex masculin eligibil, conducerea fiind  transferata  de la Sak K'uk  catre fiul ei.
După moartea sa, Pakal a fost succedat de fiul său K'inich Kan B'alam al II-lea. Un fiu mai mic, K'inich K'an Joy Chitam al II-lea, l-a succedat pe  fratele său K'inich Kan B'alam al II-lea. După moartea sa, a fost zeificat ca Pakal și s-a spus ca  putea comunica cu urmașii săi. Pakal a fost îngropat în Templul  Inscripțiilor.

## Mormantul
Deși Palenque a fost examinat de către arheologi înainte, secretul de a deschide mormântul său, închis cu o lespede de piatră, a fost descoperit de arheologul mexican Alberto Ruz  în 1948. A fost nevoie de patru ani pentru a șterge molozul de la scara care duce în jos la mormântul lui Pakal, dar a fost în cele din urmă descoperit în anul 1952 . Rămășițele sale  scheletice încă zac  în sicriu, purtând o mască de jad și  coliere cu  șiraguri de mărgele, înconjurat de sculpturi și reliefuri  care descriu trecerea domnitorului la divinitate  si cifrele din mitologia Maya. Urme de pigment arată că aceste culoare au fost odată   pictate. Faptul ca oasele din cadrul mormântului sunt într-adevăr cele ale Pakal însuși este în curs de dezbatere, datorită faptului că analiza de uzură a dințiilor  scheletul plasează vârsta mortii proprietarului la  40 de ani,  mai tânăr decât Pakal . Epigrafistii insist ca inscriptiile de pe mormânt indică faptul că acesta este într-adevăr Pakal K'inich Janaab "înmormântat în cadrul, și că el a murit la vârsta de 80 ani. Unii cred că simbolurile se referă la două persoane cu același nume sau că o metodă neobișnuită pentru înregistrarea timpului a fost folosit. Explicația cea mai frecvent acceptată pentru neregulă este că Pakal, fiind o elită, a avut acces la un trai bun, mai putina mancare decat  persoanele din clasa  medie, astfel încât dinții au dobândit in mod natural uzura mai mica . În ciuda controverselor, mormantul sau  rămâne una dintre cele mai spectaculoase descoperiri ale arheologiei Maya. O replica de mormântul său se găsește la Muzeul Național de Antropologie și Istorie din Mexico City.

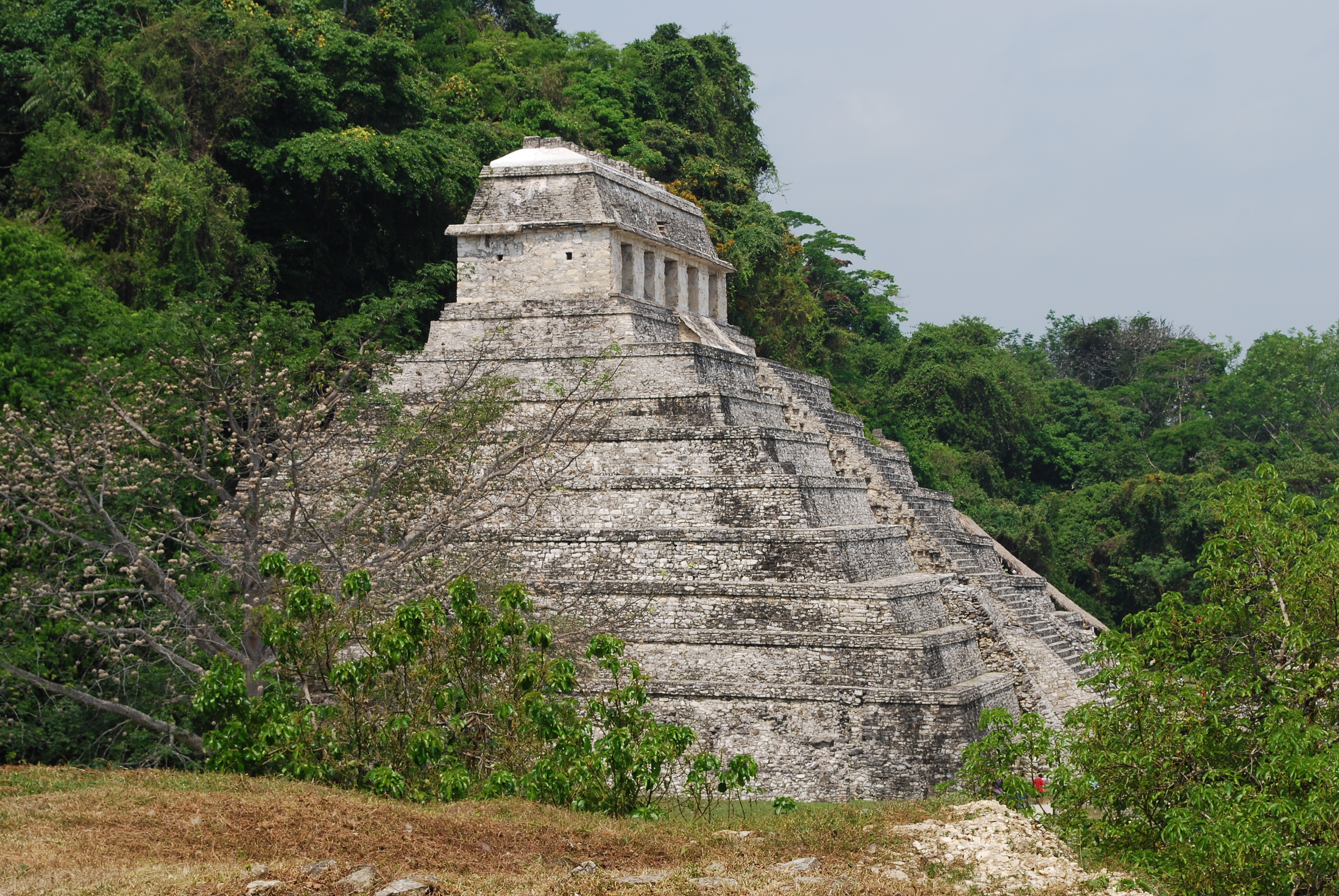
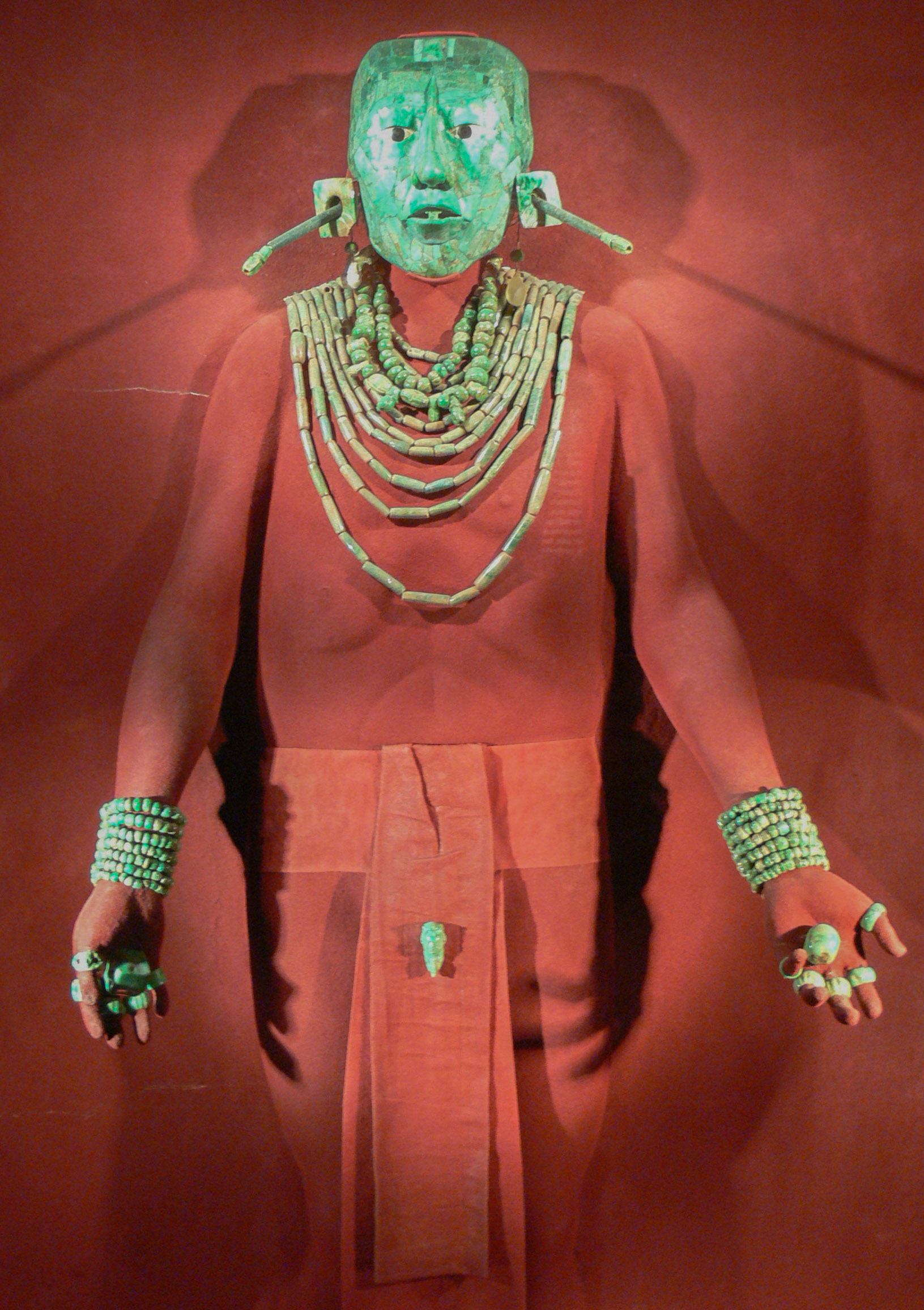
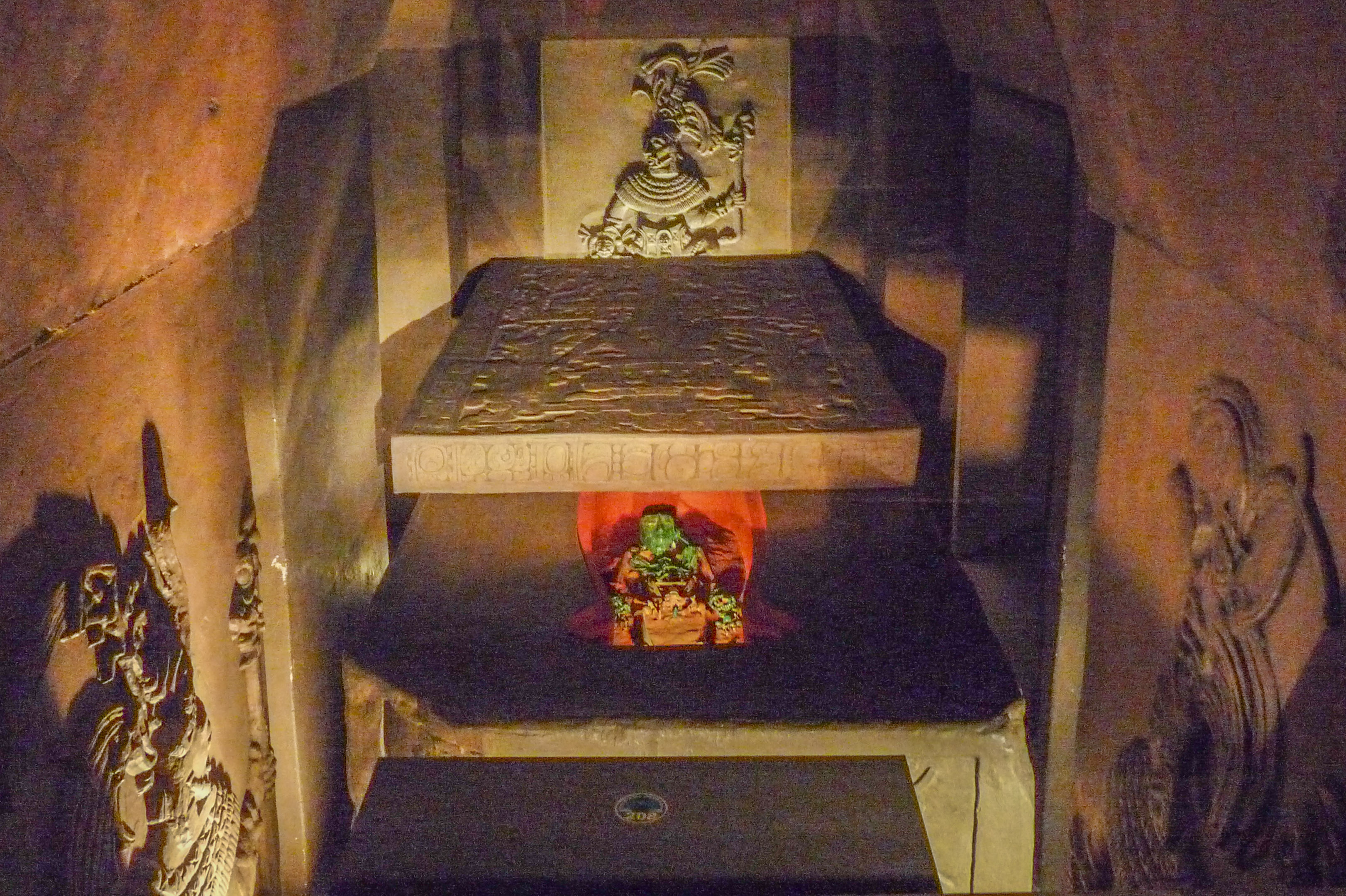